# Red Before Black
Red Before Black četrnaesti je studijski album američkog death metal-sastava Cannibal Corpse. Album je 3. studenoga 2017. godine objavila diskografska kuća Metal Blade Records. Posljednji je album s gitaristom Patom O'Brienom.

## Popis pjesama
1. "Only One Will Die" - 3:24
2. "Red Before Black" - 3:12
3. "Code of the Slashers" - 4:45
4. "Shedding My Human Skin" - 3:28
5. "Remaimed" - 4:13
6. "Firestorm Vengeance" - 3:43
7. "Heads Shoveled Off" - 3:37
8. "Corpus Delicti" - 3:29
9. "Scavenger Consuming Death" - 4:33
10. "In the Midst of Ruin" - 3:25
11. "Destroyed Without a Trace" - 4:01
12. "Hideous Ichor" - 4:33

## Zasluge
Cannibal Corpse
- Alex Webster - bas-gitara, glazba (pjesme 1., 6., 9., 12.), tekstovi (pjesme 1., 6., 9., 12.)
- Paul Mazurkiewicz - bubnjevi, glazba (pjesma 11.), tekstovi (pjesme 2., 4., 5., 7., 10., 11.)
- Rob Barrett - gitara, glazba (pjesme 3., 8., 10., 11.), tekstovi (pjesme 3., 8.)
- George "Corpsegrinder" Fisher - vokali
- Pat O'Brien - gitara, glazba (pjesme 2., 4., 5., 7.)